# Allegiance (As Blood Runs Black)
 (juillet 2018).
Si vous disposez d'ouvrages ou d'articles de référence ou si vous connaissez des sites web de qualité traitant du thème abordé ici, merci de compléter l'article en donnant les références utiles à sa vérifiabilité et en les liant à la section « Notes et références ».
Pour les articles homonymes, voir Allegiance.
Albums de As Blood Runs Black
Pre Production Demo
(2008)
Allegiance est le premier album studio du groupe de deathcore américain As Blood Runs Black. Cet album est sorti le 6 juin 2006 sous le label indépendant américain Mediaskare. L'album appartient au genre deathcore, avec des influences metalcore (au niveau du chant) et de death metal mélodique (au niveau des guitares). Le groupe a produit deux vidéos de titres provenant de cet album: My Fears Have Become Phobias et The Brighter Side Of Suffering.

## Musiciens
- Chris Blair - chant
- Ernie Flores - guitare
- Sal Roldan - guitare
- Nick Stewart - basse
- Hector De Santiago (Lech) - batterie

## Liste des titres
1. Intro - 0:57
2. In Dying Days - 3:41
3. My Fears Have Become Phobias - 3:59
4. Hester Prynne - 3:38
5. Pouring Reign - 3:13
6. The Brighter Side Of Suffering - 4:54
7. The Beautiful Mistake - 4:34
8. Strife - 3:46
9. Beneath The Surface - 4:38
10. Legends Never Die - 3:44